# Capitán Pastene
Capitán Pastene es un pueblo chileno formado por inmigrantes italianos ubicado en el suroeste de la provincia de Malleco, Región de la Araucanía, en una geografía circundada por la cordillera de Nahuelbuta, a unos 64 km de su capital provincial, Angol. Integra junto a la cabecera comunal de Lumaco y a Pichi Pellahuén, los tres núcleos urbanos de la comuna. Por su origen y fuerte influencia italiana, siendo la única localidad de Chile fundada por italianos, forma parte integral de la triculturalidad que se le atribuye a la comuna de Lumaco, sumado al componente criollo español y mapuche.

## Origen

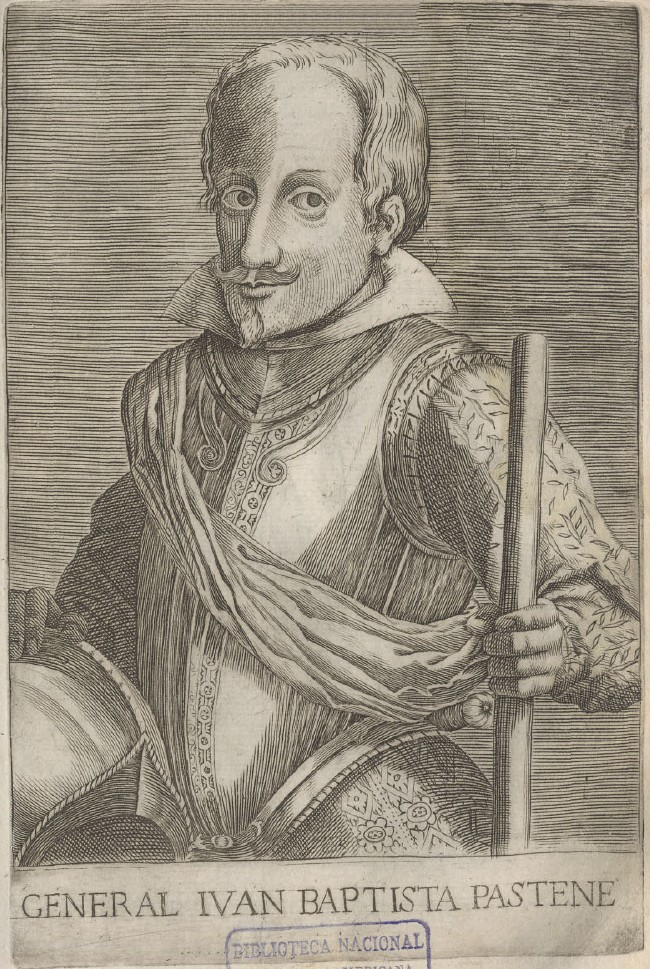
El Capitán Juan Bautista Pastene.

A 10 kilómetros del poblado (cabecera) de Lumaco, yendo desde Traiguén hacia la costa, después de ascender por una cuesta amplia, se llega a Capitán Pastene, comunidad de descendientes de colonos italianos que llegaron a esas tierras a comienzos del siglo XX, producto de la colonización europea de la Araucanía. Calles bien trazadas, plaza con fuentes de aguas danzantes, glorieta y una iglesia blanca que domina la explanada con su campanario, dedicada a san Felipe Neri, fraile florentino fundador de la Orden del Oratorio en el siglo XVI.
Inicialmente bautizada como Colonia Nueva Italia —ese nombre corresponde a toda la colonia— posteriormente se le dio el nombre de Capitán Pastene al pueblo que se formó en su cabecera, en honor al capitán genovés Giovanni Battista Pastene, quien exploró las costas chilenas bajo la autoridad del fundador de Chile, Pedro de Valdivia. Fue uno de los primeros en explorar las costas del Mar del Sur, como se llamaba al Océano Pacífico en el siglo XVI. Aparece como lugarteniente de Valdivia y cuando el rey Carlos I de España ordenó, por medio de una real cédula, la exploración del sur de Chile, recayó esta tarea en Pastene, por lo que en 1543, se le otorgó el título de general de la Mar del Sur.

## Los colonos italianos

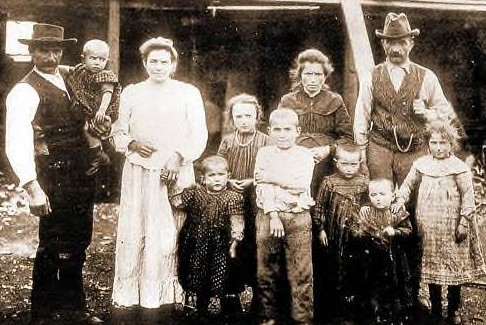
La familia Castagnoli, colonos en Capitán Pastene (1905).

Varias casonas recuerdan la época de la colonización italiana: 88 familias con casi 700 miembros que llegaron desde las localidades de Guiglia, Pavullo y Zocca, en la provincia de Módena, en la región de la Emilia-Romaña (Italia nororiental) en 1904, en dos migraciones sucesivas, para dedicarse inicialmente a la agricultura y luego a las labores forestales. Los colonos llegaron atraídos por el empresario pavullese Giorgio Ricci, quien había obtenido del Estado chileno unas tierras para su explotación en la Araucanía recién ocupada.
A partir de este grupo se desarrolló la descendencia de ítalo-chilenos hoy existente, que ha enriquecido la cultura local. La comunidad ha ido creciendo poco a poco como un pequeño polo de atracción turística relacionado con la culinaria italiana: pastas y cecinería, restaurantes y repostería. Tienen una asociación local con el nombre de Emilia-Romaña y han adquirido un inmueble antiguo para desarrollar un futuro museo de la colonización italiana en La Araucanía, iniciativa que preservaría las raíces de este pueblo y permitiría conocer el asentamiento de sus ancestros en ese territorio de frontera.
Actualmente la comuna modenesa de Pavullo —de donde provenía la mayoría de las 88 familias italianas emigradas en el primer lustro de la década de 1900 ha hecho un hermanamiento con Capitán Pastene, y ha solicitado a las autoridades chilenas la posible creación de la comuna de nombre Pastene.

## Hermanamiento
- Pavullo nel Frignano, Italia

## Municipalidad
Capitán Pastene pertenece a la comuna de Lumaco, la capital de la comuna es el pueblo de Lumaco, aunque de los tres centros el más poblado y con mayor desarrollo económico y social es Capitán Pastene. Esto ha producido que grupos e instituciones de Capitán Pastene luchen y trabajen con agentes del Gobierno para crear la comuna de Capitán Pastene, sin mayor éxito hasta ahora, debido a una serie de ordenanzas que señala la ley y que no se cumplen, como por ejemplo el mínimo de habitantes en lo que sería la nueva comuna y el desequilibrio económico que produciría en Lumaco.[cita requerida]